# Smooth as the Wind
Smooth as the Wind  è un album di Blue Mitchell, pubblicato dalla Riverside Records nel 1961. Il disco fu registrato nelle date indicate nella lista tracce.

## Tracce
Lato A
1. Smooth as the Wind – 5:10 (Tadd Dameron) – Registrato il 29 e 30 marzo 1961 a New York City, New York
2. But Beautiful – 3:35 (Johnny Burke, Jimmy Van Heusen) – Registrato il 29 e 30 marzo 1961 a New York City, New York
3. The Best Things in Life Are Free – 3:18 (Buddy DeSylva, Lew Brown, Ray Henderson) – Registrato il 29 e 30 marzo 1961 a New York City, New York
4. Peace – 3:53 (Horace Silver) – Registrato il 27 dicembre 1960 a New York City, New York
5. For Heaven's Sake – 3:29 (Donald Meyer, Elise Bretton) – Registrato il 27 dicembre 1960 a New York City, New York

Lato B
1. The Nearness of You – 3:19 (Ned Washington, Hoagy Carmichael) – Registrato il 27 dicembre 1960 a New York City, New York
2. A Blue Time – 4:52 (Tadd Dameron) – Registrato il 29 e 30 marzo 1961 a New York City, New York
3. Strollin' – 3:16 (Horace Silver) – Registrato il 27 dicembre 1960 a New York City, New York
4. For All We Know – 3:24 (Sam M. Lewis, J. Fred Coots) – Registrato il 29 e 30 marzo 1961 a New York City, New York
5. I'm a Fool to Want You – 3:37 (Joel Herron, Frank Sinatra, Jack Wolf) – Registrato il 29 e 30 marzo 1961 a New York City, New York

## Musicisti
A1, A2, A3, B2, B4 e B5
- Blue Mitchell - tromba
- Burt Collins - tromba
- Bernie Glow - tromba
- Clark Terry - tromba
- Jimmy Cleveland - trombone
- Urbie Green - trombone
- Willie Ruff - corno francese
- Harry Lookofsky - concertmaster
- Tommy Flanagan - pianoforte
- Tommy Williams - contrabbasso
- Philly Joe Jones - batteria
- altri componenti sezione strumenti ad arco e a corda sconosciuti
- Tadd Dameron - arrangiamenti
- Benny Golson - arrangiamenti

A4, A5, B1 e B3
- Blue Mitchell - tromba
- Burt Collins - tromba
- Bernie Glow - tromba
- Clark Terry - tromba
- Julian Priester - trombone
- Britt Woodman - trombone
- Willie Ruff - corno francese
- Harry Lookofsky - concertmaster
- Tommy Flanagan - pianoforte
- Tommy Williams - contrabbasso
- Charlie Persip - batteria
- altri componenti sezione strumenti ad arco e a corda sconosciuti
- Tadd Dameron - arrangiamenti
- Benny Golson - arrangiamenti